# Perithous scurra
Perithous scurra är en stekelart som först beskrevs av Georg Wolfgang Franz Panzer 1804.  Perithous scurra ingår i släktet Perithous och familjen brokparasitsteklar. Arten är reproducerande i Sverige.

## Underarter
Arten delas in i följande underarter:
- P. s. japonicus
- P. s. neomexicanus
- P. s. nigrinotum
- P. s. pleuralis
- P. s. scurra

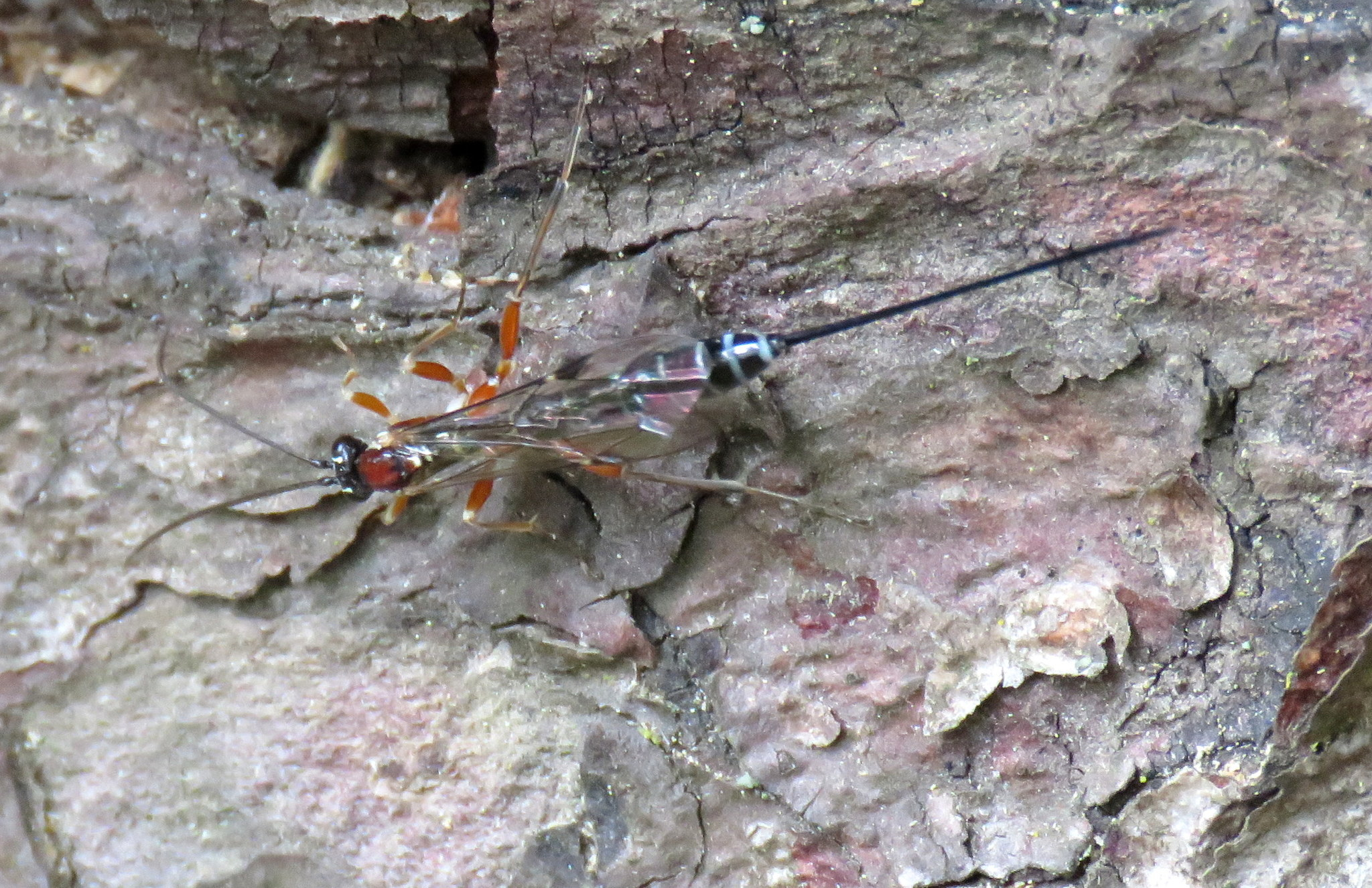
P. scurra neomexicanus
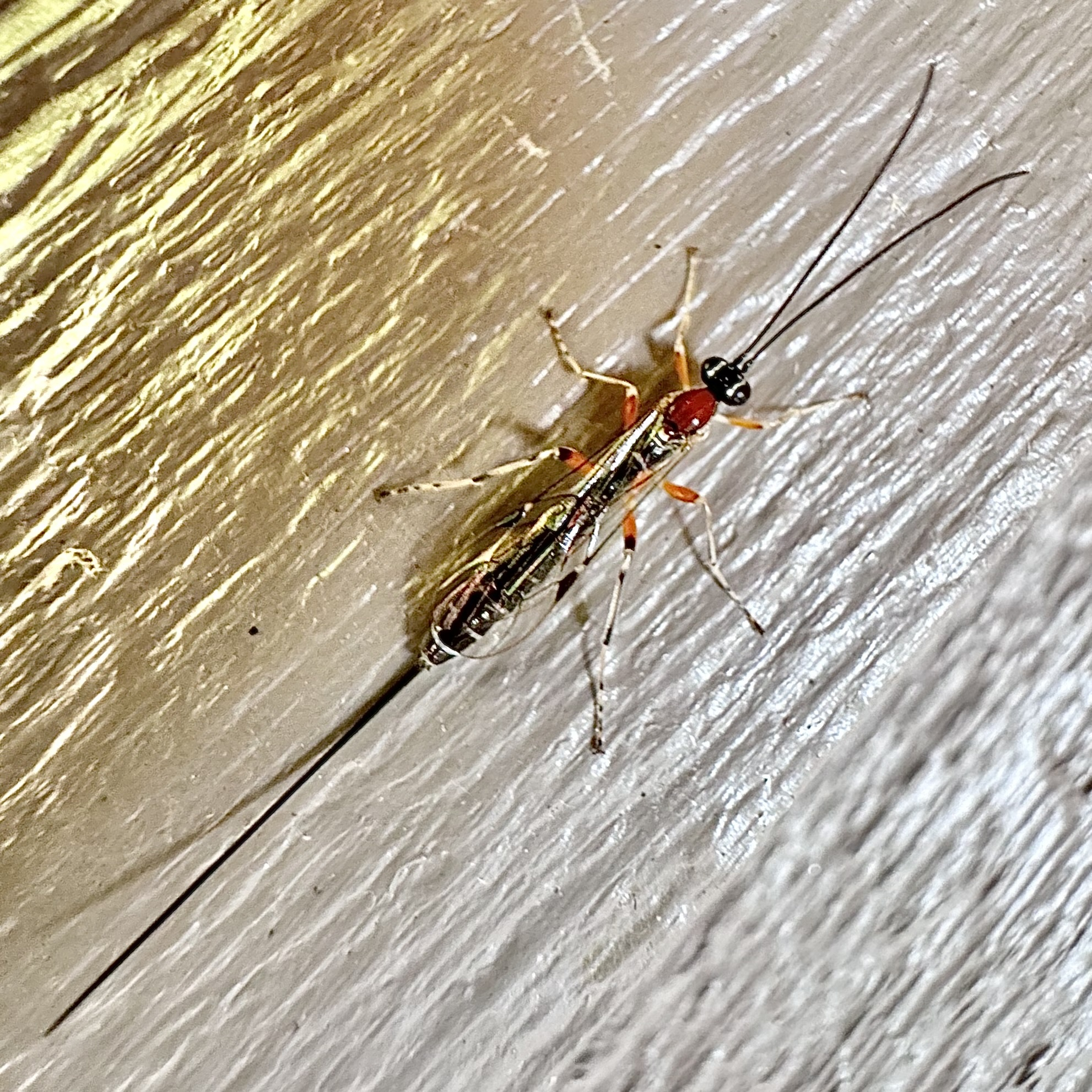
P. scurra pleuralis
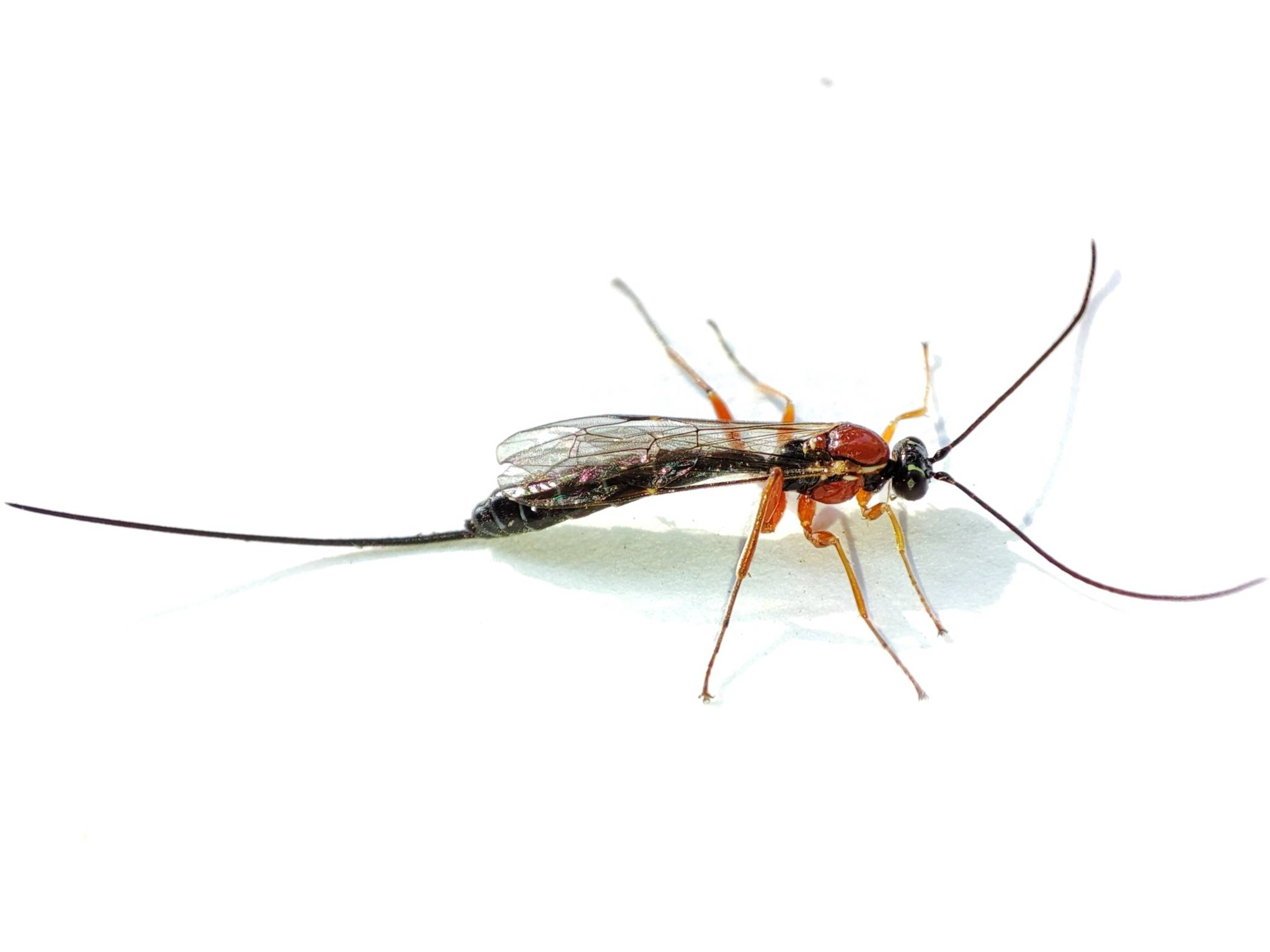
P. scurra scurra